# Violet Carson
Violet Helen Carson (1 de septiembre de 1898 - 26 de diciembre de 1983) fue una actriz británica, conocida principalmente por interpretar a Ena Sharples, uno de los personajes originales de la serie británica Coronation Street.

## Primeros años y carrera
Nacida en Ancoats, un distrito de Mánchester, Inglaterra, su madre era una cantante aficionada. De niña, Carson actuaba con su hermana Nellie en un número cantado, haciéndose llamar las Carson Sisters. Más adelante fue pianista, dando acompañamiento musical a la exhibición de películas mudas. 
En 1935 Violet Carson entró a formar parte de la BBC Radio en Mánchester. Antes de pasar a la televisión, Violet Carson fue miembro regular del show Children's Hour, en la BBC Home Service, y estrella de Nursery Sing Song, de Mánchester, para el cual frecuentemente cantaba con el productor Trevor Hill. Además, durante un tiempo fue la pianista en el show radiofónico de Wilfred Pickles Have A Go.
En esta primera etapa de su carrera, además de ser una destacada pianista, Carson también fue una notable cantante. En esta faceta, Carson fue una intérprete regular del programa de los años sesenta y setenta Stars on Sunday.

### Coronation Street
Carson, sin embargo, es más recordada por su papel de Ena Sharples, la áspera voz moral de Coronation Street, un papel que interpretó desde 1960 a 1980. Mucho después de haber dejado el programa, Carson continuaba siendo sinónimo de la redecilla para el pelo que Ena utilizaba en casi todas las ocasiones. 
El 22 de marzo de 1968 intervino en la entrega de Premios 10th Annual Australian TV Week Logie (llamados como homenaje a John Logie Baird), celebrada en el Hotel Southern Cross de Melbourne, donde ella presentó la concesión a algunos de los galardonados. 
En la década de 1970 Carson sufrió una serie de ictus, además de otros problemas de salud, y únicamente encarnó de manera esporádica a Ena. En 1973 llegó, incluso, a dejar un tiempo Coronation Street tras sufrir una crisis nerviosa.

### Canción en tributo
En 2014 se estrenó la canción titulada "Violet Carson" compuesta y cantada por el joven de 17 años Pablo Caso, en ella habla de su ciudad, y al final hace referencia a como siempre recordará a Violet.

## Vida personal
En abril de 1980 un guion hacía que Ena viajara a Lytham St. Annes, cerca de Blackpool, para estar con una amiga mientras renovaban su apartamento. Cuando el personaje volvía, su apartamento no estaba todavía preparado, y Ena anunciaba a los personajes Ken Barlow y Albert Tatlock que quería volver a su apartamento, pero solamente si se encontraba a gusto. En ese momento de la historia, Carson cayó enferma con anemia perniciosa y se vio forzada a dejar la serie. Todos los guiones que incluían el retorno de Ena Sharples fueron desechados, aunque el personaje siguió considerado en activo. 
Carson vivió en Bispham, Blackpool, con su hermana Nellie, y se negó a hacer apariciones en público tras su retiro. Un año después de retirarse hubo de ser intervenida a causa de un absceso, no recuperándose nunca plenamente de la operación.
Violet Carson falleció mientras dormía en su domicilio en Blackpool en el Boxing Day de 1983. Tenía 85 años de edad. Sus restos fueron incinerados y enterrados en el Cementerio y Crematorio Carleton, en Blackpool. Se hizo un funeral en su memoria en la Catedral de Mánchester en enero de 1984, asistiendo al mismo varios de sus colegas en Coronation Street, entre ellos William Roache.
Carson se había casado con George Peploe en la Catedral de Mánchester en 1926, en el día de su vigesimoctavo cumpleaños. Su marido falleció tres años más tarde, a los 31 años de edad. Tras ello, la actriz no volvió a casarse.
En 1965 fue nombrada Oficial de la Orden del Imperio Británico, y se dio nombre a una rosa en su honor.